# Bono (Arkansas)
Bono és una població dels Estats Units a l'estat d'Arkansas. Segons el cens del 2008 tenia 1.599 habitants.

## Demografia
Segons el cens del 2000, Bono tenia 1.512 habitants, 574 habitatges, i 435 famílies. La densitat de població era de 405,4 habitants/km².
Dels 574 habitatges en un 42,9% hi vivien nens de menys de 18 anys, en un 54,7% hi vivien parelles casades, en un 16,6% dones solteres, i en un 24,2% no eren unitats familiars. En el 20,6% dels habitatges hi vivien persones soles el 6,6% de les quals corresponia a persones de 65 anys o més que vivien soles. El nombre mitjà de persones vivint en cada habitatge era de 2,63 i el nombre mitjà de persones que vivien en cada família era de 3,05.
Per edats la població es repartia de la següent manera: un 31,1% tenia menys de 18 anys, un 10,4% entre 18 i 24, un 31,2% entre 25 i 44, un 19,6% de 45 a 60 i un 7,7% 65 anys o més.
L'edat mediana era de 29 anys. Per cada 100 dones de 18 o més anys hi havia 90,5 homes.
La renda mediana per habitatge era de 31.307 $ i la renda mediana per família de 33.618 $. Els homes tenien una renda mediana de 25.063 $ mentre que les dones 18.426 $. La renda per capita de la població era de 13.764 $. Entorn del 13,6% de les famílies i el 15,2% de la població estaven per davall del llindar de pobresa.

## Poblacions més properes
El següent diagrama mostra les poblacions més properes.